# بویان زاییچ
بویان زاییچ (صربی: Bojan Zajić؛ زادهٔ ۱۷ ژوئن ۱۹۸۰) بازیکن سابق و مربی فوتبال اهل صربستان است.
از باشگاه‌هایی که در آن بازی کرده‌است می‌توان به باشگاه فوتبال وولرنگا و باشگاه فوتبال پارتیزان اشاره کرد.
وی همچنین در تیم ملی فوتبال صربستان بازی کرده‌است.